# DFS-Werkstatthalle
Die DFS-Werkstatthalle ist ein Bauwerk in Darmstadt.

## Architektur und Geschichte
Im Jahre 1926 übersiedelte die Deutsche Forschungsanstalt für Segelflug (DFS) nach Darmstadt.
Mitte der 1930er Jahre etablierte sich die DFS auf dem August-Euler-Flugplatz.
Ihr Leiter war Professor Walter Georgii.
Die DFS baute auf dem Flugplatzareal mehrere Werkstätten, Werfthallen und einen Windkanal.
Zu den erhaltenswerten Bauten aus dieser Epoche gehört die in den 1930er Jahren erbaute weiße Holzhalle.
Die Halle ist im zeittypischen Stil erbaut worden.
Die Halle ist dreischiffig gegliedert, mit der eigentlichen Forschungs- und Modellbauhalle in der Mitte, mit erhöhtem Dach und je einem flacheren Werkstatt- und Bürotrakt auf den beiden Längsseiten.
Sie besteht aus einem Holztragwerk.
Die Außenwände sind mit Holzbrettern horizontal verschalt.
Die Halle wird über ein großes Tor an der Südseite erschlossen.
Die beiden seitlichen Werkstattbereiche verfügen über große Sprossenfenster.
Die weiße Werkstatthalle wurde in den 1930er Jahren von der DFS-Abteilung für Delta-Nurflügelflugzeuge von Alexander Lippisch genutzt.
Die Erforschung und der Bau von schwanzlosen Delta-Nurflügelflugzeuge war einer der Forschungsschwerpunkte der DFS.
Lippischs Entwicklungen wurden zur Grundlage für den Bau des Raketenflugzeugs Me 163 der Firma Messerschmitt.
In den Jahren 1949 bis 2008 gehörte die Halle zur amerikanischen Truppenzeitung The Stars and Stripes.

## Denkmalschutz
Aus architektonischen und ortsgeschichtlichen Gründen ist das markante Bauwerk ein Kulturdenkmal.